# Ehlerange
Ehlerange (luxembourgeois : Éilereng, allemand : Ehleringen) est une section de la commune luxembourgeoise de Sanem située dans le canton d'Esch-sur-Alzette.